# Cour suprême des Samoa
La Cour suprême des Samoa (en anglais : Supreme Court of Samoa) est une juridiction des Samoa.
Elle est créée le 1er janvier 1962 par les dispositions de la partie VI de la Constitution des Samoa. Elle comprend à sa tête un juge en chef (Chief Justice) ainsi que d'autres juges, nommés par le chef de l’État sur avis du Premier ministre.
L'actuel juge en chef est Satiu Simativa Perese (en) depuis 2020.